# Священный синод Албанской православной церкви
Свяще́нный сино́д Алба́нской правосла́вной це́ркви (алб. Sinodi i Shenjtë i Kishës Orthodhokse Autoqefale të Shqipërisë) — высший коллегиальный орган управления Албанской православной церкви. Состоит из архиереев Албанской православной церкви, в том числе викарных.

## История
В середине февраля 1929 году автономная Албанская православная церковь провозгласила автокефалию, из четырёх албанских архиереев был образован Священный Синод Албанской православной церкви, который избрал митрополита Виссариона (Джувани) своим председателем, митрополитом Драчским и архиепископом всей Албании. Вслед за утверждением королём Ахметом Зогу Синода он 26 февраля 1929 года ещё раз провозгласил Албанскую Церковь автокефальной, о чём известил все Поместные православные церкви. Синодом был также принят устав. В том же году король Зогу наградил Сербского Патриарха Димитрия за заслуги по созданию Албанского Синода орденом Скандербега.
В 1936 году архиепископ Виссарион ушёл на покой, и после непростых переговоров синодальным Томосом Константинопольского Патриархата от 12 апреля 1937 года была признана автокефалия Албанской православной церкви. Почти всю прежнюю иерархию сменили. Архиепископом Тираны и всей Албании в 1937 года стал бывший член Синода Константинопольского Патриархата епископ Синадский Христофор (Киси). В Константинополе (Стамбуле) были поставлены епископы и на другие кафедры: Евлогий (Курилас) — на Корчинскую, Агафангел (Чамче) — на Бератскую и Пантелеимон (Котокос) — на Гирокастринскую. Эти архиереи образовали Священный Синод. Албанский архиепископ должен был брать Святое Миро в Константинополе и туда же обращаться «со всеми вопросами и недоразумениями общецерковного характера, касающихся прав и юрисдикций Автокефальных Церквей».
8 февраля 1942 года с согласия оккупационной администрации Священный Синод назначил председателя албанского отделения Всемирного совета сотрудничества Церквей Виссариона (Джувани) митрополитом Бератским и Валонским.
25 августа 1949 года Священный Синод Албанской Церкви под давлением властей отправил на покой архиепископа Христофора, уже арестованного коммунистическими властями «враждебную деятельность по отношению к албанскому народу». В тот же день Синод избрал архиепископом всея Албании митрополита Паисия (Водицу). Константинопольский Патриархат не признал смещения архиепископа Христофора и продолжил считать его предстоятелем Албанской церкви до его смерти в 1958 году.
В 1967 году в связи с началом массовой антирелигиозной кампании деятельность Священного Синода стала невозможной, хотя формально он не был упразднён.
В январе 1991 года Константинопольский Патриарх Димитрий и Священный Синод Константинопольского Патриархата избрали епископа Анастасия (Яннулатоса) Патриаршим экзархом Албании. 24 июля 1992 года по предложению Патриарха Варфоломея Священный Синод Константинопольского Патриархата единогласно избрал Архиепископом всей Албании митрополита Анастасия. Епископом Корчинским был избран архимандрит Христодул (Мустакис), Бератским — Игнатий (Триантис), епископом Гирокастринским — Александр (Калпакидис). Но хиротония их состоялась лишь в июле 1996 года в связи с нежеланием албанского правительства принимать иерархов-греков. Правительство отказалось впустить их в страну и продолжало настаивать на назначении епископами албанцев.
Проблема новых албанских православных епископов была разрешена в 1998 году. Интронизация митрополита Бератского, Влёрского и Канинского Игнатия состоялась 18 июля 1998 года в церкви Святого Спиридона в Берате. Архиепископ Тиранский, Дурресский, и всей Албании Анастасий совершил богослужение, вместе с двумя иерархами Константинопольского Патриархата: митрополитом Пергским Евангелом и митрополит Филадельфийским Мелитоном. В тот же день архиепископ Анастасий и митрополит Игнатий сформировали ядро Священного Синода автокефальной Албанской Православной Церкви, где вместе с двумя вышеназванными представителями Константинопольского Патриархата созвали внеочередное заседание Священного Синода в Тиране. Были приняты прошения об отставке непризнанных властями Албании 2 епископов — митрополитов Корчинского Христодула и Гирокастринского Александра. Архимандрит Иоанн (Пелюши), профессор и декан Духовной академии «Воскресения Христова» в Дурресе, был избран митрополита Корчинским. Священник Косма Кирьо был избран епископом Аполлонийским.
Рукоположение митрополита Корчинского состоялось 20 июля 1998 года в церкви Благовещения в Тиране. Его интронизация состоялась в митрополичьей церкви «Живоносный Источник» в Корче 25 июля 1998 года. 23 июля 1998 года в Благовещенской церкви в Тиране архиепископ Анастасий и члены Священного Синода совершили хиротонию Косьмы (Кирьо) в викарного епископа Аполлонийского. Протопресвитер Яни Требицка был назначен генеральным секретарём Священного Синода Православной Автокефальной Церкви Албании. 11 августа 2000 года епископ Косма скончался.
3-4 ноября 2006 года, в Монастыре святого Власия в Дуррес, состоялся собор духовенства и мирян Албанской Православной Церкви, на котором присутствовало 257 членов, которые рассмотрели постатейно и единогласно признали новый устав Церкви. 6 ноября Священный Синод утвердил новый устав Православной автокефальной церкви Албании.
11 ноября 2006 года Священный Синод Албанской Православной Церкви избрал архимандрита Димитрия (Дикбасаниса) во епископа Гирокастринского, архимандрита Николая (Гику) викарным епископом Аполонийским, архимандрита Антония (Мердани) в викарным епископом Круйским. Они принадлежали к новому поколению священнослужителей, получивших образование в Духовной Академии «Воскресения Христова» в монастыре Святого Власия в Дурресе.
16 ноября 2006 года в Благовещенском храме Тираны архиепископом Анастасий в сослужении членов Синода совершил епископскую хиротонию архимандрита Димитрия. Интронизация митрополита Гирокастринского Димитрия состоялась 26 ноября в Церкви Архангелов в Гирокастре. 19 ноября в Благовещенской церкви Тираны архиепископ Анастасий в сослужении членов Священного Синода совершил епископскую хиротонию епископа Аполлонийского Николая, а и 21 ноября там же — епископа Круйского Антония.
По предложению Совета духовенства и мирян, как это определено в новом уставе Албанской Православной Церкви, 19 января 2012 года, на своём заседании, Священный Синод Албанской Православной Церкви избрал двух новых епископов: архимандрита Нафанаила (Стергиу) в викарного епископа Амантийского и архимандрита Астия (Бакалбаши) во епископа Бюлисского. Несмотря на их статус викарных епископов они становились полноправными членами в Священного Синода. Епископская хиротония епископа Нафанаила состоялась 21 января, а епископа Астия — 22 января в Благовещенской церкви Тираны. Новые епископы охватывать определённые секторы церковной жизни: епископу Нафанасилу — «надзор за монастырской недвижимостью», а епископу Астию — «апостольское служение».
После завершения строительства в 2012 году Собора Воскресения Христова в Тиране, при нём расположилась и резиденция Священного Синода.
11 и 12 марта 2016 года в Монастыре Святого Власия в Дурресе под руководством архиепископа Тираны, Дурреса и всей Албании Анастасия было созвано Собрание духовенства и мирян Автокефальной Православной Церкви Албании, состоящее из 280 членов. Он единогласно рассмотрел и одобрил внесение изменений и усовершенствований в некоторые статьи Устава Албанской православной церкви, в котором, среди прочего, подчеркивалось создание двух новых митрополий — Аполлониийской и Эльбасанской. 7 апреля 2016 года состоялся Священный Синод, который одобрил поправки к Уставу, и в том числе учредил две новые митрополии: а) Аполонийскую и Фиерскую митрополию, которая включает в себя округ Фиер, области Патос и Либофша, выделенную из Бератской, Канинской и Влёрской митрополии; б) Эльбасанскую митрополию, которая включает в себя районы Эльбасан, Слоуп и Либражд, выделенную из архиепархии Тираны и Дурреса. На Аполлонийскую и Фиерскую митрополию был избран епископ Аполлонийский Николай (Хюка). Епископ Круйский Антоний (Мердани) был избран митрополитом Эльбасанским. Затем Священный Синод возвел Амантийскую епископию в ранг митрополии.

## Состав
предстоятель
- Иоанн (Пелюши), архиепископ Тиранский, Дурресский и всей Албании

правящие архиереи
- вакантна, митрополит Корчинский, Поградецкий, Колонийский, Девольский и Воскопойский
- Астий (Бакалбаши), митрополит Бератский, Влёрский и Канинский
- Димитрий (Дикбасанис), митрополит Гирокастрский
- Николай (Хюка), митрополит Аполлонийский и Ферийский
- Антоний (Мердани), митрополит Эльбасанский, Шпатский и Либраждский.

викарии:
- Нафанаил (Стергиу), митрополит Амантийский, генеральный секретарь Синода
- Анастасий (Мамай), епископ Круйский, викарий Тиранской архиепископии